# Laura Chavin Cigars
Die Laura Chavin Cigars GmbH mit Sitz in Hochdorf (Eberdingen) war ein von Helmut Bührle geführtes Zigarrenunternehmen, das er 1992 gegründet hat und ihm gehörte. Es hatte Tochterfirmen in Österreich und der Schweiz.

## Unternehmensgeschichte
Helmut Bührle Zeit (* 1948) engagierte sich bereits während seines Studiums in Marketing und Design in Nagold auch im Tabakgeschäft seiner Mutter Sophie Chavin Bührle, die mit Rohtabaken handelte.
Nach Abschluss des Studiums arbeitete Bührle unter anderem für Hermès, Enrico Coveri, Christian Dior und Zino Davidoff.
1992 begann er mit dem Aufbau und der Gründung seiner eigenen Premium-Zigarren-Marke.
Dieser gab er den Namen seiner Tochter, Laura Chavin Bührle (* 1988), die inzwischen ebenfalls mitarbeitet. Hierzu erhielt er Unterstützung von Siegfried Maruschke, einem Tabakproduzenten aus der Dominikanischen Republik. Die ersten Zigarren mit dem Namen Laura Chavin kamen 1999 mit sechs Formaten auf den Markt. Inzwischen gibt es über 40 Formate, dazu Humidore sowie weitere Accessoires. Außerdem stattet Bührle die „Master of Cigar Lounges“ im Brenners Park-Hotel & Spa, Baden-Baden; Park Hotel Bremen; Wald- und Schlosshotel Friedrichsruhe; Laura Chavin Cigar Lounge Uppsala, Schweden aus. Laura Chavin ist darüber hinaus in 14 Ländern vertreten.
Mit seiner Firma war Bührle Partner u. a. Porsche Tennis Grand Prix, Volvo Masters Golfturnier in Spanien, Rennwoche Baden-Baden, Senses Award Berlin, Deutsche Botschaft Japan, Cannstatter Wasen/Willhelmers Schwabenwelt, Handelsblatt Golfturnier, Concours d’Elegance in Monaco.
Über das Vermögen der Gesellschaft wurde am 28. März 2017 das Insolvenzverfahren eröffnet (Amtsgericht Heilbronn - 1 IN 704/16).
Die eigens gegründete Cigar Company Willi Knopf übernahm 2017 die „Laura Chavin Cigars GmbH“ und Anfang 2019 die Markenrechte von Laura Chavin.

## Auszeichnungen
- Best Cigar - Caesar Magazin, Rumänien
- Red dot award HUMID´OR und dazugehörige Buchedition
- Intertabac 2002 für das beste Produkt des Jahres "HUMID´OR Laura Chavin"
- Cigar Smoker of the World 2000, World Smokers Club
- Pipe & Cigar Zigarre des Jahres 2001
- Best of the Best 2005 / 2006 / 2007 Greece by Petros Bourovilis, STATUS
- Ordre des Gourmets Suissees 2004

## Kritik
Die Welt urteilt bereits 2005 über die Zigarren der Marke Laura Chavin: dass sie „überteuerte, durchschnittliche Zigarren“ seien, „die gekonnt vermarktet wurden“.

## Rechtsstreit
Gegen das Unternehmen ist eine Klage 2006 durch die Intertabak eingereicht worden, die sich nicht allein gegen das Unternehmen bzw. den Betreiber richtet, sondern auch gegen die Unico Cigars AG und es geht um nicht wahrheitsgemäße Werbung wegen der Herkunft der Tabakware.
Am 31. Oktober 2007 fand eine Referentenaudienz beim Handelsgericht des Kantons Zürich statt. Folgender Vergleich wurde geschlossen: Helmut Bührle erklärte namens der Laura Chavin Cigars GmbH und in eigenem Namen, dass weder er noch seine Firma Zigarren mit kubanischen Tabaken im Sortiment für den Schweizer Markt führen.
Um Fehlvorstellungen im Schweizer Markt auszuräumen, verpflichtet sich Laura Chavin das Produkt Terre de Mythe per 1. Dezember 2007 vom Schweizer Markt zu nehmen.
Gestützt auf die Erklärung und diese Verpflichtung zieht die Klägerin ihre Klage zurück. Die Parteien übernehmen die auf ihren Streit entfallenden Kosten je zur Hälfte. (Handelsgericht des Kantons Zürich, Geschäftsnummer: HG060162/U/ei)